# Акдарьинское водохранилище
Акдарьинское водохранилище (узб. Oqdaryo suv ombori) — искусственный водоём на границе Каттакурганского и Иштыханского районов Самаркандской области Узбекистана на реке Акдарья.
Средняя ширина водохранилища — 2,4 километра, площадь поверхности — 12,7 км² (проектный), на 2003 год — 13,97 км². Площадь водосбора — 2020 км². Глубина достигает 23,4 метра, наиболее глубокая часть — северо-западная. Объём воды — 131,8 млн м³, по другим данным с учётом заиления — 92,57 млн м³. Нормальный подпорный уровень — 494,5 метра над уровнем моря. Водородный показатель воды лежит в пределах от 6,5 до 7,0, средняя минерализация воды — 511—612 мг/л.
Водами Акдарьинского водохранилища орошается 4,43 тысячи гектаров земли. Среднегодовой сток воды из водохранилища — 11,4 м³/с.
Образовано постройкой 20-метровой земляной плотины длиной 930 метров в 1989 году.
В водах водохранилища обитает 71 вид и разновидности фитопланктона. Большая часть из них (78,87 %) приходится на диатомовые водоросли, ещё 12,67 % — на цианобактерии.